# Paul Keita
Paul Fadiala Keita (Dakar, 23 giugno 1992) è un ex calciatore senegalese, di ruolo centrocampista.

## Statistiche

### Presenze e reti nei club
Statistiche aggiornate al 24 agosto 2018.
| Stagione            | Squadra             | Campionato          | Campionato | Campionato | Coppe nazionali | Coppe nazionali | Coppe nazionali | Coppe continentali | Coppe continentali | Coppe continentali | Altre coppe | Altre coppe | Altre coppe | Totale | Totale | Totale |
| Stagione            | Squadra             | Comp                | Pres       | Reti       | Comp            | Pres            | Reti            | Comp               | Pres               | Reti               | Comp        | Pres        | Reti        | Pres   | Reti   |        |
| ------------------- | ------------------- | ------------------- | ---------- | ---------- | --------------- | --------------- | --------------- | ------------------ | ------------------ | ------------------ | ----------- | ----------- | ----------- | ------ | ------ | ------ |
| 2010-2011           | PAS Giannina        | FL                  | 29         | 0          | CG              | 2               | 0               | -                  | -                  | -                  | -           | -           | -           | 31     | 0      |        |
| 2011-2012           | PAS Giannina        | SL                  | 6          | 0          | CG              | 1               | 0               | -                  | -                  | -                  | -           | -           | -           | 7      | 0      |        |
| 2012-2013           | PAS Giannina        | SL                  | 21+3       | 0          | CG              | 5               | 0               | -                  | -                  | -                  | -           | -           | -           | 29     | 0      |        |
| 2013-gen. 2014      | PAS Giannina        | SL                  | 9          | 0          | CG              | 2               | 0               | -                  | -                  | -                  | -           | -           | -           | 11     | 0      |        |
| Totale PAS Giannina | Totale PAS Giannina | Totale PAS Giannina | 68         | 0          |                 | 10              | 0               |                    | -                  | -                  |             | -           | -           | 78     | 0      |        |
| gen.-giu. 2014      | Kallonī             | SL                  | 12         | 1          | CG              | 1               | 0               | -                  | -                  | -                  | -           | -           | -           | 13     | 1      |        |
| 2014-2015           | Kallonī             | SL                  | 28         | 1          | CG              | 1               | 0               | -                  | -                  | -                  | -           | -           | -           | 29     | 1      |        |
| 2015-gen. 2016      | Kallonī             | SL                  | 13         | 0          | CG              | 1               | 0               | -                  | -                  | -                  | -           | -           | -           | 14     | 0      |        |
| Totale Kallonī      | Totale Kallonī      | Totale Kallonī      | 53         | 2          |                 | 3               | 0               |                    | -                  | -                  |             | -           | -           | 56     | 2      |        |
| gen.-giu. 2016      | Atromītos           | SL                  | 9          | 0          | CG              | 3               | 0               | -                  | -                  | -                  | -           | -           | -           | 12     | 0      |        |
| 2016-gen. 2017      | Atromītos           | SL                  | 12         | 0          | CG              | 3               | 0               | -                  | -                  | -                  | -           | -           | -           | 15     | 0      |        |
| Totale Atromītos    | Totale Atromītos    | Totale Atromītos    | 21         | 0          |                 | 6               | 0               |                    | -                  | -                  |             | -           | -           | 27     | 0      |        |
| gen.-apr. 2017      | Kerkyra             | SL                  | 5          | 0          | CG              | -               | -               | -                  | -                  | -                  | -           | -           | -           | 5      | 0      |        |
| 2017-feb. 2018      | Mezőkövesd-Zsóry    | NBI                 | 14         | 0          | MK              | 2               | 0               | -                  | -                  | -                  | -           | -           | -           | 16     | 0      |        |
| 2018-2019           | Waasland-Beveren    | D1                  | 0          | 0          | CB              | 0               | 0               | -                  | -                  | -                  | -           | -           | -           | 0      | 0      |        |
| Totale carriera     | Totale carriera     | Totale carriera     | 161        | 2          |                 | 21              | 0               |                    | -                  | -                  |             | -           | -           | 182    | 2      |        |